# 免除
免除（めんじょ）とは、一般には何らかの義務の負担を解除する行為をいう。

## 民法上の免除

### 免除の意義
民法上の免除は債権の消滅原因の一つで、債務を無償で消滅させることを指す。債権の放棄と同義である。
なお、民法上には「連帯の免除」（民法445条）という概念があるが免除（民法519条）とは意義が全く異なる（連帯の免除については連帯債務を参照）。

### 免除の方法
免除は債権者の債務者に対する一方的な意思表示による（民法519条）。
日本の民法上の免除は単独行為とされ、債権者の意思表示のみで可能である（民法519条）。ただ、立法論の観点からは利益といえども強制すべきでなく債務者の意思を考慮すべきなどの点から問題視される。この点、諸外国では債権者と債務者との契約として定める法制が多いとされ、日本においても債権者と債務者による債務免除契約（免除契約、放棄契約）は認められる（大判昭4・3・26新聞2976号11頁）。
不要式行為であり意思表示は明示か黙示かを問わないが、第三者への意思表示では免除の効力を生じない（大判大2・7・10民録19輯654頁）。債務者に著しく不利益なものでない限り条件を付すことも可能である。

### 免除の効果
全部免除であるときは債務の全部、一部免除であるときはその範囲で債務は消滅し、全部免除の場合には債権に付随する担保物権や保証債務は消滅する。ただし、免除の対象となるものが第三者の権利の目的となっている場合など免除が第三者の権利を害することになる場合には、免除は認められず効果は発生しない。
連帯債務の場合、2017年の改正前の旧437条は免除をその負担部分の限度で絶対的効力事由の一つとしていたが、2017年改正の民法（2020年4月1日法律施行）で旧437条は廃止され相対的効力に転換された。ただし、連帯債務者の一人に対して債務の免除がされた場合、他の連帯債務者は、その一人の連帯債務者に対し求償権を行使することができる（445条）。445条の求償規定は2017年改正の民法（2020年4月1日法律施行）で新設された。
- 旧437条は免除をその負担部分の限度で絶対的効力事由の一つとしていた。90万円の連帯債務の場合、連帯債務者A・B・CのうちAが債権者Dから免除を受けたときには、Aは免責され、これによってBとCもAの負担部分の範囲（平等であれば30万円）で債務を免れる（以後、BとCは60万円の連帯債務を負う）とされていた[8]。旧437条は法律関係を簡易に決済する趣旨の規定であったが、分別の利益を認めたのと同じ結果となっており、債権の担保力を不当に弱めるもので一般的な債権者の意思に反するという批判があった[8]。
- 2017年改正の民法（2020年4月1日法律施行）では免除と求償を区分して規律することで連帯債務の担保的機能の強化が図られた[7]。90万円の連帯債務の場合、連帯債務者A・B・C（負担割合が平等の場合）のうちAが債権者Dから免除を受けたときには、Aは免責されるが、BやCは引き続き90万円全額の債務を負う（求償関係はBが90万円を弁済すれば新設された445条によりAに対しても30万円求償できる）[7]。
- なお、2017年の改正前の旧445条は連帯の免除について定めており、旧445条の「連帯の免除」は「免除」とは異なり、債権者が連帯債務者の一人の債務をその連帯債務者の負担部分に限定する意思表示をいった[8][7]。旧445条は債権者が連帯債務者の一人の連帯を免除した場面で、他の一人の連帯債務者が無資力だった場合には債権者自らが分担するとしていたが、債権者の意思に反するという批判があったため削除された（旧445条と新445条は無関係）[7]。

連帯保証の場合には連帯保証人に生じた事由について連帯債務の規定が準用されるが（458条）、2017年改正の民法（2020年4月1日法律施行）で連帯債務の規定が変更されたため、連帯保証人に対する免除の効力は、主たる債務者に及ばないこととなった。

### 免除と税務
無価値でない債権の放棄は実質的には一種の贈与となり、法人税法上、損金として扱うことはできない。

## 行政法上の免除
行政法上の免除は、行政行為の一つで、法令による作為・不作為・受忍義務を解除する行為を指す。